# شب‌دوست اولوگورو
شب‌دوست اولوگورو(نام علمی: Galago orinus) نام یک گونه از سرده شب‌دوست کوچک است.